# Rick MacLeish
Richard George "Rick" MacLeish, född 3 januari 1950 i Cannington i Ontario, död 30 maj 2016 i Philadelphia i Pennsylvania, var en kanadensisk professionell ishockeyspelare som tillbringade 14 säsonger i den nordamerikanska ishockeyligan National Hockey League (NHL), där han spelade för ishockeyorganisationerna Philadelphia Flyers, Hartford Whalers, Pittsburgh Penguins och Detroit Red Wings. Han producerade 759 poäng (349 mål och 410 assists) samt drog på sig 434 utvisningsminuter på 846 grundspelsmatcher. MacLeish spelade också på lägre nivåer för EHC Kloten i Nationalliga A (NLA), Richmond Robins i American Hockey League (AHL), Oklahoma City Blazers  i Central Hockey League (CHL) och London Nationals och Peterborough Petes i Ontario Hockey Association (OHA-Jr.).
Han draftades i första rundan i 1970 års draft av Boston Bruins som fjärde spelare totalt.
MacLeish vann två raka Stanley Cup med Flyers för säsongerna 1973-1974 och 1974-1975.
Den 11 maj 2016 bekräftades det att MacLeish hade legat på sjukhus sedan sex veckor tillbaka på grund flera olika hälsoproblem. Den 30 maj samma år avled han av hjärnhinneinflammation och komplikationer med njurarna och levern.

## Statistik
| 1966–1967      | London Nationals      | OHA-Jr.        | 2   | 0   | 0   | 0   | 0   | —   | —  | —  | —   | —  |
|                | Peterborough Petes    | OHA-Jr.        | 8   | 0   | 0   | 0   | 0   | —   | —  | —  | —   | —  |
| 1967–1968      | Peterborough Petes    | OHA-Jr.        | 54  | 24  | 25  | 49  | 16  | 5   | 2  | 1  | 3   | 0  |
| 1968–1969      | Peterborough Petes    | OHA-Jr.        | 54  | 50  | 42  | 92  | 29  | 10  | 7  | 14 | 21  | 8  |
| 1969–1970      | Peterborough Petes    | OHA-Jr.        | 54  | 45  | 56  | 101 | 135 | 4   | 1  | 0  | 1   | 0  |
| 1970–1971      | Philadelphia Flyers   | NHL            | 26  | 2   | 4   | 6   | 19  | 4   | 1  | 0  | 1   | 0  |
|                | Oklahoma City Blazers | CHL            | 46  | 13  | 15  | 28  | 93  | —   | —  | —  | —   | —  |
| 1971–1972      | Philadelphia Flyers   | NHL            | 17  | 1   | 2   | 3   | 9   | —   | —  | —  | —   | —  |
|                | Richmond Robins       | AHL            | 42  | 24  | 11  | 35  | 33  | —   | —  | —  | —   | —  |
| 1972–1973      | Philadelphia Flyers   | NHL            | 78  | 50  | 50  | 100 | 69  | 10  | 3  | 4  | 7   | 2  |
| 1973–1974      | Philadelphia Flyers   | NHL            | 78  | 32  | 45  | 77  | 42  | 17  | 13 | 9  | 22  | 20 |
| 1974–1975      | Philadelphia Flyers   | NHL            | 80  | 38  | 41  | 79  | 50  | 17  | 11 | 9  | 20  | 8  |
| 1975–1976      | Philadelphia Flyers   | NHL            | 51  | 22  | 23  | 45  | 16  | —   | —  | —  | —   | —  |
| 1976–1977      | Philadelphia Flyers   | NHL            | 79  | 49  | 48  | 97  | 42  | 10  | 4  | 9  | 13  | 2  |
| 1977–1978      | Philadelphia Flyers   | NHL            | 76  | 31  | 39  | 70  | 33  | 12  | 7  | 9  | 16  | 4  |
| 1978–1979      | Philadelphia Flyers   | NHL            | 71  | 26  | 32  | 58  | 47  | 7   | 0  | 1  | 1   | 0  |
| 1979–1980      | Philadelphia Flyers   | NHL            | 78  | 31  | 35  | 66  | 28  | 19  | 9  | 6  | 15  | 2  |
| 1980–1981      | Philadelphia Flyers   | NHL            | 78  | 38  | 36  | 74  | 25  | 12  | 5  | 5  | 10  | 0  |
| 1981–1982      | Hartford Whalers      | NHL            | 34  | 6   | 16  | 22  | 16  | —   | —  | —  | —   | —  |
|                | Pittsburgh Penguins   | NHL            | 40  | 13  | 12  | 25  | 28  | 5   | 1  | 1  | 2   | 0  |
| 1982–1983      | Pittsburgh Penguins   | NHL            | 6   | 0   | 5   | 5   | 2   | —   | —  | —  | —   | —  |
|                | EHC Kloten            | NLA            | 1   | 0   | 0   | 0   | 0   | —   | —  | —  | —   | —  |
| 1983–1984      | Philadelphia Flyers   | NHL            | 29  | 8   | 14  | 22  | 4   | —   | —  | —  | —   | —  |
|                | Detroit Red Wings     | NHL            | 25  | 2   | 8   | 10  | 4   | 1   | 0  | 0  | 0   | 0  |
| NHL totalt     | NHL totalt            | NHL totalt     | 846 | 349 | 410 | 759 | 434 | 114 | 54 | 53 | 107 | 38 |
| OHA-Jr. totalt | OHA-Jr. totalt        | OHA-Jr. totalt | 172 | 119 | 123 | 242 | 180 | 21  | 13 | 19 | 32  | 18 |